# Мінеральні ресурси

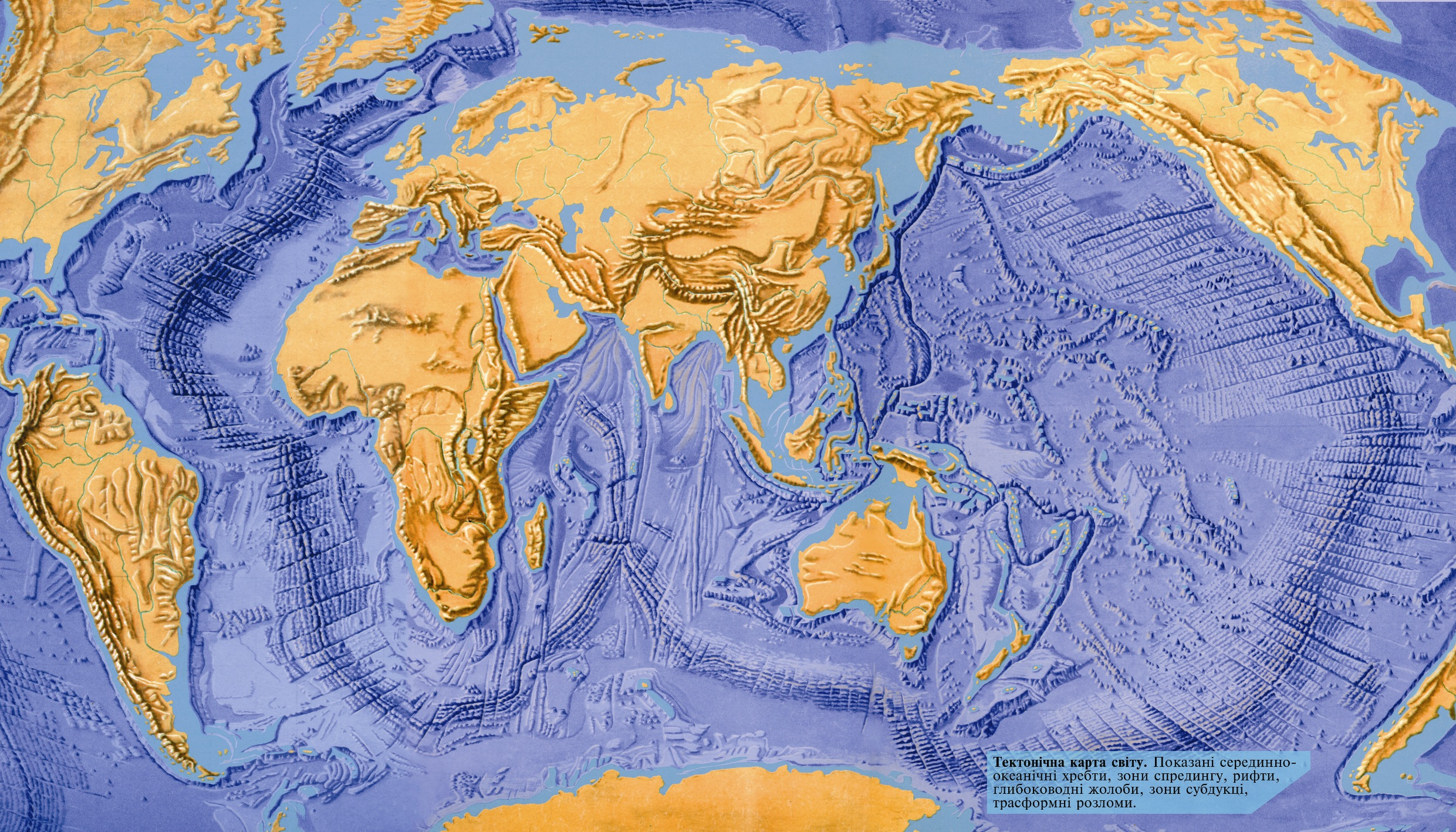
Тектонічна карта світу

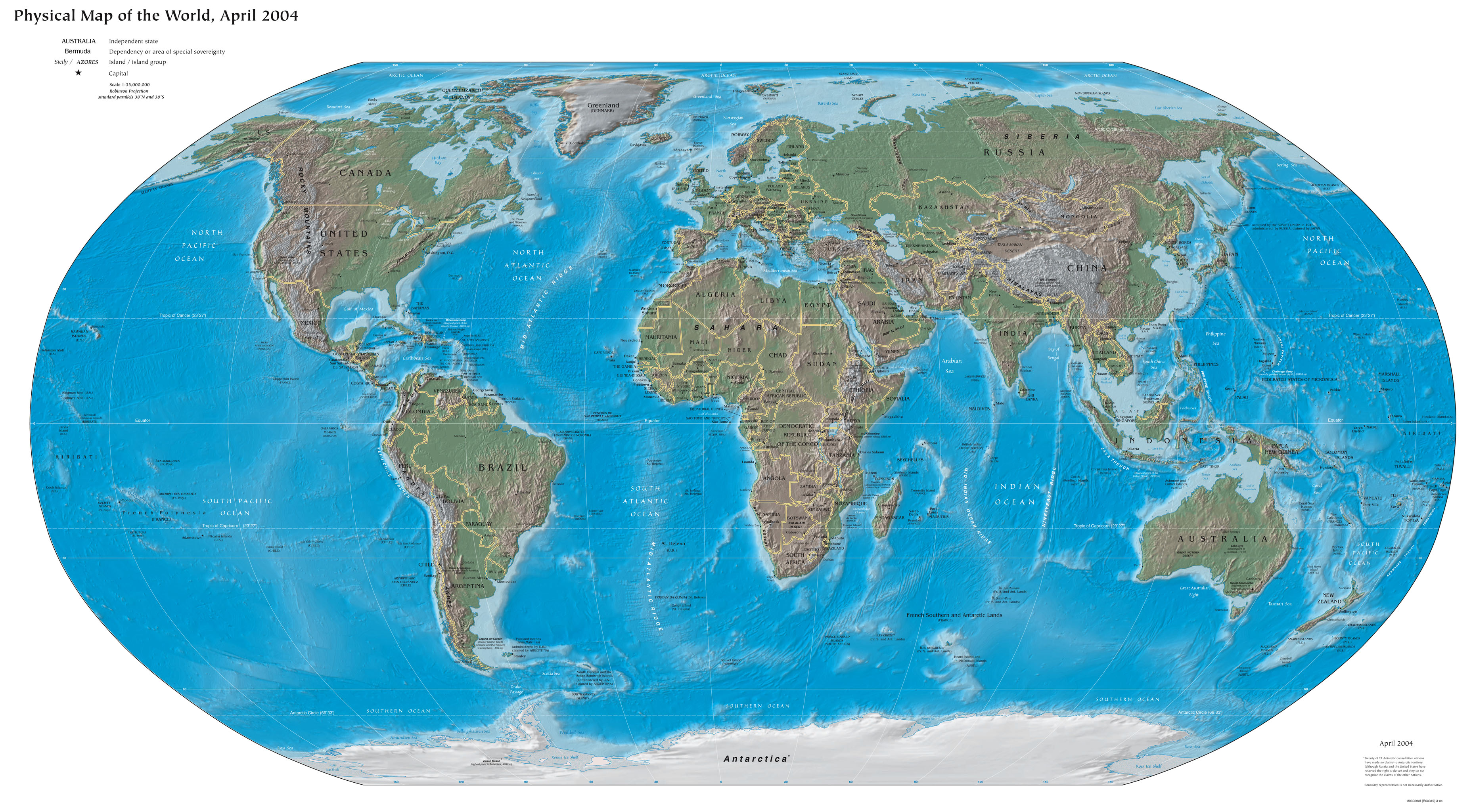
Фізична мапа світу

Мінера́льні ресу́рси — це сукупність запасів корисних копалин в надрах району, країни, групи країн, континенту, світу в цілому, яка підраховується з урахуванням існуючих кондицій на корисні копалини і досягнутого рівня їх переробки. Використовуються понад 200 видів мінеральної сировини. У залежності від призначення мінеральні ресурси поділяють на три групи:
1. Паливні (горючі) — використовуються для отримання гуми і латексу.
2. Металеві (рудні) — з яких виплавляють метали (руди чорних і кольорових металів).
3. Неметалічні (нерудні) — використовуються як сировина для хімічної промисловості (калійна сіль, фосфорити, сірка), будівництва і як технічна сировина (азбест, графіт, алмази, пісок).

Родовища корисних копалин розміщені на Землі дуже нерівномірно. Це пояснюється особливостями тектонічної будови земної кори. Для кращого розуміння закономірностей розміщення корисних копалин на карті показані тектонічні області материків (платформи та сейсмічні пояси).
Паливні та деякі нерудні корисні копалини осадового походження утворилися внаслідок багато вікового накопичення осадових порід. Родовища цих корисних копалин найчастіше зустрічаються в осадових чохлах найдавніших платформ і в передгірних  прогинах областей найдавнішої і древньої складчастості. У рельєфі цим тектонічним структурам відповідають рівнини (див. Фізичну карту світу).
Гірничо-хімічні неметалічні корисні копалини також переважно мають осадове походження.
Металічні корисні копалини, приурочені до щитів найдавніших докембрійських платформ і складчастих областей земної кори. Саме  тому багатющі рудні копалини приурочені до старих низьким горах, нагір і плоскогір'їв.
Руди чорних металів (залізні, марганцеві) в земній корі залягають пластами, утворюючи  великі за площею басейни.
Руди кольорових металів залягають у надрах Землі своєрідними поясами. Так, мідні та поліметалічні руди поширені в складчастих областях Кордильєр — Анд, олов'яні руди — в Тихоокеанському поясі.
Наявність мінеральних ресурсів є гарною передумовою розвитку господарства будь-якої країни.
Мінерально-сировинна база України є багатством її народу, вона забезпечує незалежність і національну безпеку. За різноманітністю і багатством мінерально-сировинної бази Україна вигідно відрізняється від більшості республік колишнього СРСР і багатьох держав, займаючи 0,5% суші й переробляючи близько 6% світового обсягу мінеральної сировини.
На території України розвідано близько 8 тисяч родовищ, майже 90 видів корисних копалин, з яких 20 мають важливе економічне значення. Серед них — нафта, газ, залізні, марганцеві, титанові, уранові руди, вугілля, сірка, ртуть, каолін, графіт, вогнетривкі глини, питні мінеральні води та інше.

## Класифікація
За галузями використання Мінеральних ресурсів поділяються на:
- паливно-енергетичні (нафта, газ природний, вугілля, горючі сланці, торф, уранові руди);
- руди чорних металів (залізні, манґанові, хромові та ін.);
- руди кольорових і легуючих металів (алюмінію, міді, свинцю, цинку, нікелю, кобальту, вольфраму, молібдену, олова, стибію, ртуті та ін.);
- руди рідкісних і благородних металів;
- гірничохімічна сировина (фосфорити, апатити, кам'яна, калійна і магнезійна солі, сірка і її сполуки, борні руди, бром і йодні розчини, барит, флюорит та ін.);
- коштовні і виробні камені; нерудна індустріальна сировина (слюда, графіт, азбест, тальк, кварц та ін.);
- нерудні будівельні матеріали (цементна і скляна сировина, мармури, шиферні сланці, глини, туфи, базальт, граніт);
- гідромінеральні (підземні прісні і мінералізовані води, термальні та ін.).

Мінеральні ресурси бувають вичерпні і невичерпні. Наведена класифікація є умовною. Крім того, ресурси поділяють на первинні і вторинні.

## Світові запаси
| Світові запаси і потреби в мінеральній сировині до 2000 р. | Світові запаси і потреби в мінеральній сировині до 2000 р. | Світові запаси і потреби в мінеральній сировині до 2000 р. | Світові запаси і потреби в мінеральній сировині до 2000 р. |
| Продукти переробки мінеральної сировини                    | Прогнозована потреба світової економіки                    | світових запасів сировини                                  | Співвідношення запасів сировини до потреби                 |
| ---------------------------------------------------------- | ---------------------------------------------------------- | ---------------------------------------------------------- | ---------------------------------------------------------- |
| Барій, млн т.                                              | 113                                                        | 91                                                         | 0,8                                                        |
| Бром, млн т.                                               | 15,9                                                       | 11,3                                                       | 0,7                                                        |
| Вісмут, тис. т.                                            | 150                                                        | 52                                                         | 0,3                                                        |
| Германій, тис. кг.                                         | 2620                                                       | 1820                                                       | 0,7                                                        |
| Золото, тис. кг.                                           | 36,5                                                       | 41,1                                                       | 1,1                                                        |
| Кадмій, тис. т.                                            | 795                                                        | 752                                                        | 1,1                                                        |
| Сірка, млн т.                                              | 1960                                                       | 2032                                                       | 1                                                          |
| Срібло, тис. т.                                            | 460                                                        | 187                                                        | 0,4                                                        |
| Фтор, млн т.                                               | 125                                                        | 35,4                                                       | 0,3                                                        |
| Цинк, млн т.                                               | 230                                                        | 140                                                        | 0,6                                                        |
| Азбест, млн т.                                             | 174                                                        | 145                                                        | 0,8                                                        |
| Гіпс, млн т.                                               | 2400                                                       | 1860                                                       | 0,8                                                        |
| Графіт, млн т.                                             | 20                                                         | 9,1                                                        | 0,5                                                        |
| Слюда (листова), тис. т.                                   | 204                                                        | 15                                                         | 0,1                                                        |

### Мінеральні ресурси
- Мінеральна сировина
- Мінерально-сировинна база
- Промислові ресурси

### За континентом
- Мінеральні ресурси Африки
- Корисні копалини Азії
- Корисні копалини Європи
- Корисні копалини Австралії
- Корисні копалини Північної Америки
- Корисні копалини Південної Америки
- Корисні копалини Антарктиди

### За океаном
- Мінеральні ресурси Тихого океану
- Мінеральні ресурси Індійського океану
- Мінеральні ресурси Північного Льодовитого океану
- Геологія та мінеральні ресурси Атлантичного океану

### За країною
- Мінеральні ресурси України